# Ziusudra
Ziusudra (auch Ziudsura; sumerisch zi.u4.sud4.ra2, zi.ud.su3.ra2; Leben von langen Tagen; griechisch Ξίσουθρος, Xisuthros) war in der sumerischen Königsliste der Name des letzten göttlichen Königs von Šuruppak. Seine Regierungszeit betrug gemäß WB 62 zehn göttliche SAR (36.000 göttliche Jahre). In anderen Auflistungen sind teilweise andere Regierungslängen angegeben. Berossos nennt für Ziusudra als „Xisuthros“ eine Herrscherzeit von 64.800 göttlichen Jahren. Im Atraḫasis-Epos rettete Ziusudra die Menschheit im Verlauf der großen Flut vor der Vernichtung.

## Atraḫasis-Epos
Das Atraḫasis-Epos wurde wohl erstmals etwa um 2000 v. Chr. verfasst, spätestens jedoch 1800 v. Chr. Eine Version konnte auf das zwölfte Regierungsjahr (1635 v. Chr.) des Königs Ammi-saduqa datiert werden. Im Atraḫasis-Epos wird unter anderem Ziusudras eventuell späterer Aufenthaltsort genannt:

„Original: 9 ud-ba zi-ud-su3-ra2 lugal-am3 10 mu niĝ2-gilim-ma numun nam-lu2-ulu3 uru3 ak 11 kur-bal kur dilmun-na ki dutu e3-še3 mu-un-til3-eš...Übersetzung: 9 In jenen Tagen, als Ziudsura, der König, 10 den Samen der Menschheit und der Tiere bewahrte, 11 ließen sie (An und Enlil) ihn leben in einem „überseeischen Land“, im Land Dilmun, an dem Ort, wo der Gott Utu aufsteigt.“

Ziusudras Taten gelten als Vorläufer und Grundlage der Erzählung vom gleichgesetzten Helden sowie späteren Gott Uta-napišti, die in einer leicht veränderten Fassung als elfte Tafel des Gilgamesch-Epos Berücksichtigung fanden. Um 1200 v. Chr. wurde das Gilgamesch-Epos von Sin-leqe-unninni letztmals überarbeitet. Die noch spätere Fassung der biblischen Noah-Erzählung zeigt bemerkenswerte Parallelen in der Schilderung der Flutkatastrophe.